# يوبيل بلاتيني
اليوبيل البلاتيني هو احتفال يقام احتفاء بالذكرى السبعين على مرور حدث معين في بريطانيا، وبالذكرى الخامسة والسبعين على مرور الحدث في بعض دول جنوب آسيا.